# Enicmus
Enicmus is een geslacht van kevers uit de familie schimmelkevers (Latridiidae).

## Soorten
- E. alutaceus Reitter, 1885
- E. amici Lohse, 1981
- E. apicalis Sahlberg, 1926
- E. aterrimus Motschulsky, 1866
- E. atriceps Hansen, 1962
- E. bifoveatus Broun, 1886
- E. brasiliensis Mannerheim, 1844
- E. brevicornis (Mannerheim, 1844)
- E. callosus Rucker, 1985
- E. caviceps Broun, 1893
- E. claviger Johnson, 1977
- E. cordatus Belon, 1895
- E. crassipunctatus Fall, 1899
- E. denticollis (A.M. Lea, 1906)
- E. dubius Mannerheim, 1844
- E. duplicatus LeConte, 1878
- E. fictus Fall, 1899
- E. floridus Brown, 1880
- E. foveatus Belon, 1884
- E. fungicola Thomson, 1868
- E. guatemalenus Sharp, 1902
- E. histrio Joy & Tomlin, 1910
- E. kamtschaticus Motschulsky, 1866
- E. kaszabi Rucker, 1983
- E. laeviventris Fall, 1899

- E. lundbladi Palm, 1956
- E. maculatus Le Conte, 1878
- E. mannerheimi (Kolenati, 1846)
- E. mendax Fall, 1899
- E. mimus Fall, 1899
- E. montanoasiaticus Saluk, 1995
- E. pampicola Brèthes, 1922
- E. planipennis Strand, 1940
- E. priopterus (Broun, 1886)
- E. puncticeps Broun, 1886
- E. recticollis Motschulsky, 1886
- E. rueckeri Johnson, 2007
- E. rufifrons Broun, 1914
- E. rugosus (Herbst, 1793)
- E. sharpi Belon, 1884
- E. strenuus Fall, 1899
- E. sulcatulus Fall, 1899
- E. tenuicornis Le Conte, 1878
- E. testaceus (Stephens, 1830)
- E. transversithorax Dajoz, 1967
- E. transversus (Olivier, 1790)
- E. ussuricus Saluk, 1992
- E. vanus Fall, 1899
- E. varendorffi Reitter, 1903
- E. ventralis Fall, 1899